# Gandan-Kloster

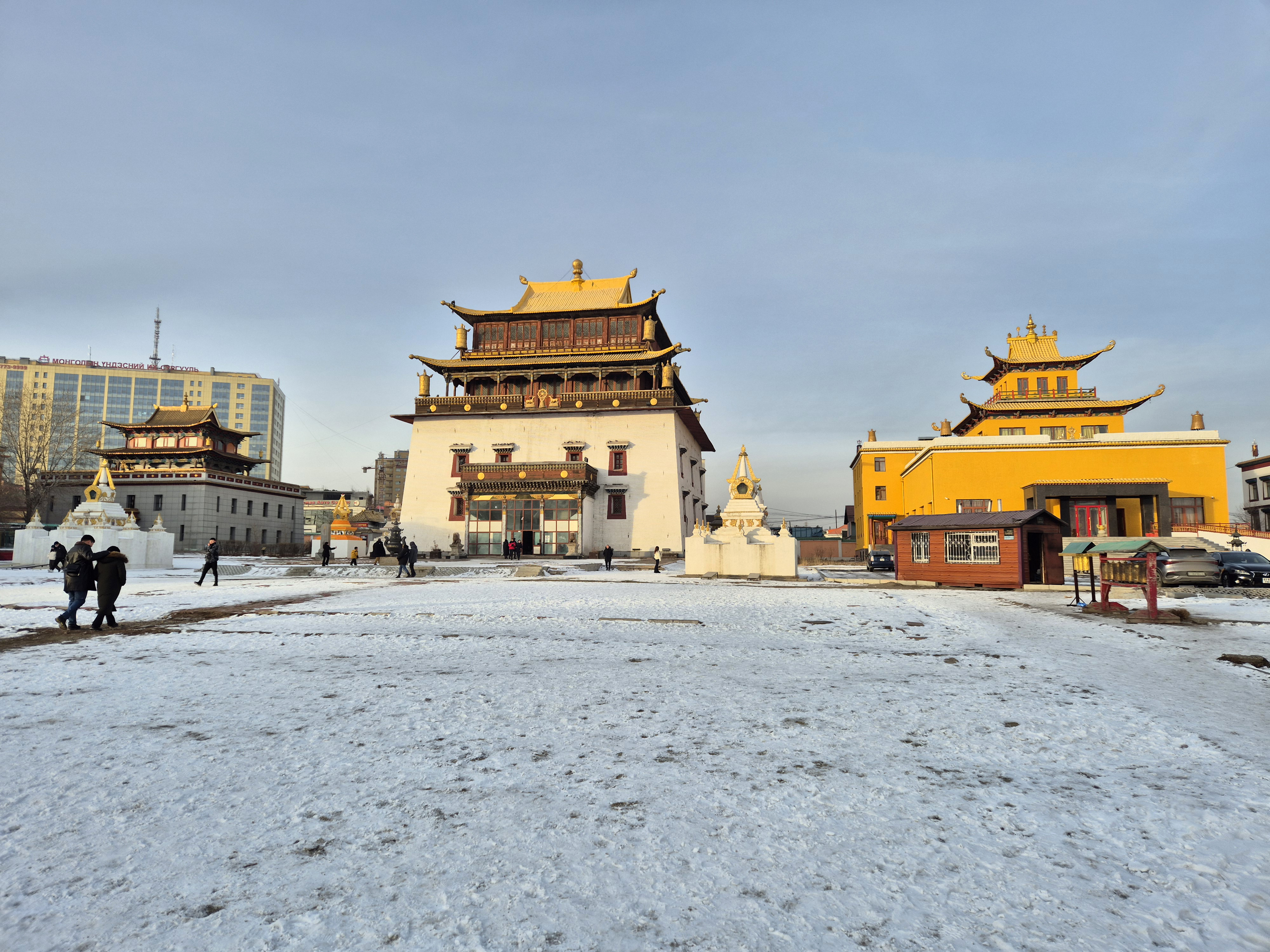
Gandan-Kloster

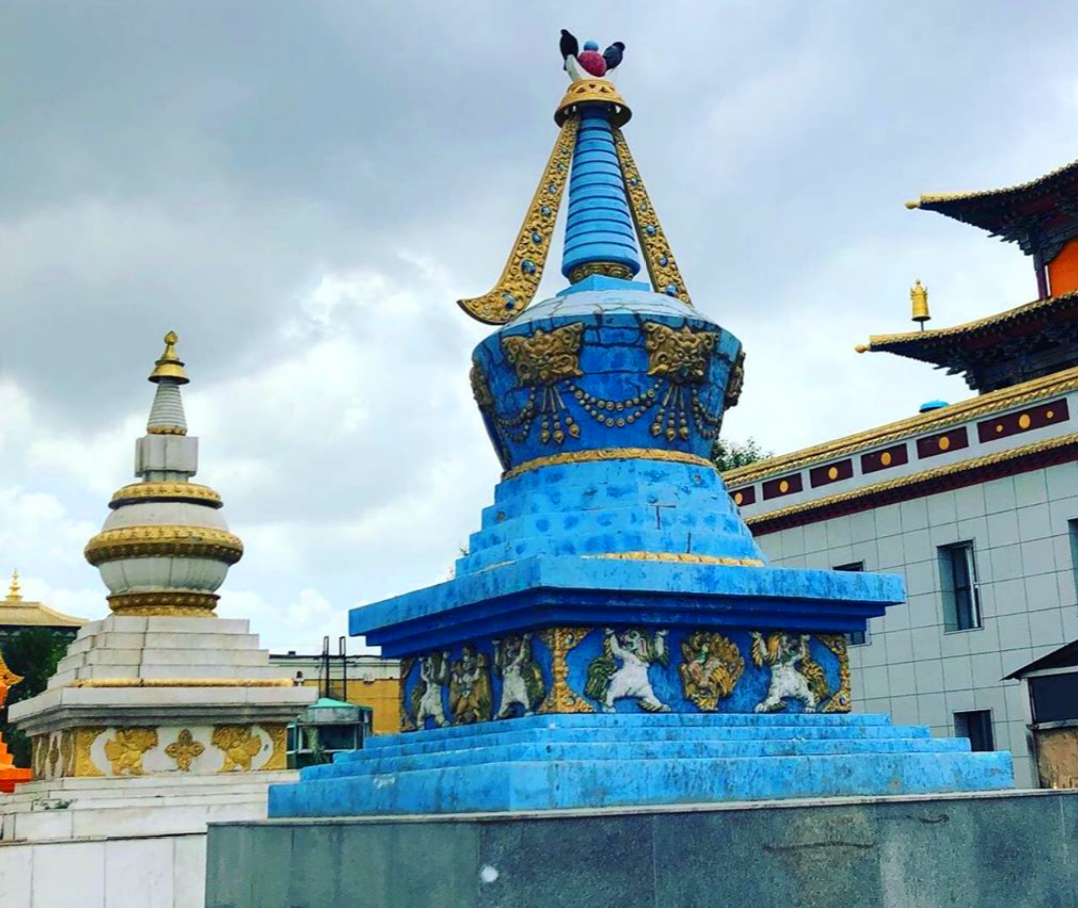
Buddhistische Stupas auf dem Territorium des Klosters

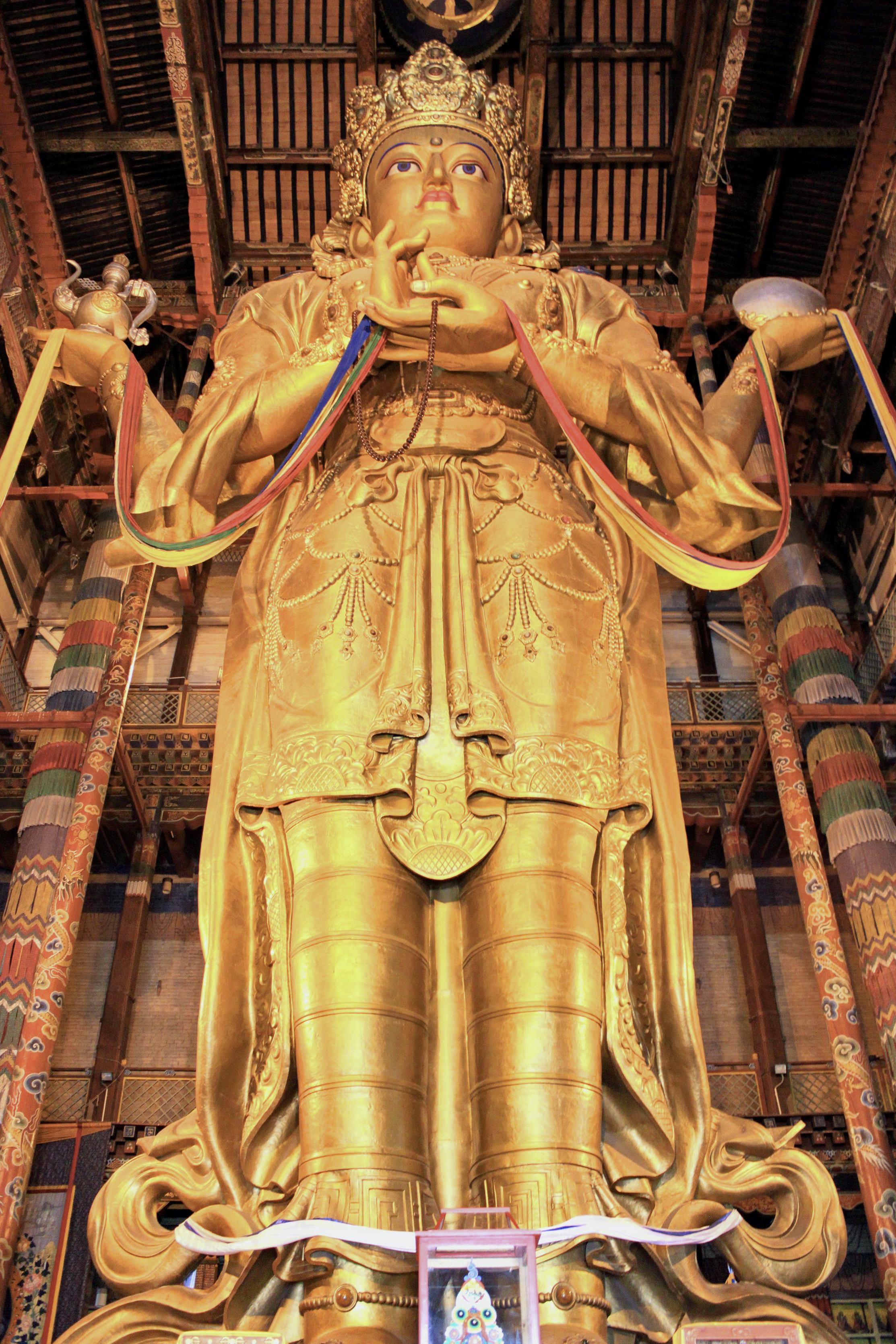
Janraisig-Statue

Das Gandan-Kloster (mongolisch Гандантэгчинлэн хийд, Gandantegtschinlen Chiid) ist das bedeutendste Kloster in Ulaanbaatar, Mongolei. Es liegt auf einem Hügel westlich des Stadtzentrums. 
Das Kloster wurde 1727 gegründet und wurde benannt nach dem Ganden-Kloster in Tibet. 1937 wurde es während des stalinistischen Terrors in der Mongolei schwer beschädigt, mehrere Gebäude sogar zerstört. Die Anlage blieb bis 1944 geschlossen, erst danach erfolgte eine bedingte Wiedernutzung der erhalten gebliebenen Tempel. Bis zum Ende der Mongolischen Volksrepublik war das Gandan-Kloster das einzige Kloster der gesamten Mongolei, in dem religiöse Zeremonien – unter Kontrolle der Geheimpolizei – stattfinden durften. Heute leben wieder über 600 Mönche im Kloster.
Das markanteste Gebäude ist das weiße Migjid Janraisig Süm, an das sich links die Öndör Gegeen Zanabazar Buddhist University anschließt. Hier befindet sich die 26 Meter hohe Statue des Bodhisattva Janraisig (Sanskrit: Avalokiteshvara), für die das Kloster berühmt ist. 1938 hatten sowjetische Truppen die Statue demontiert und eingeschmolzen. Die buddhistische Gemeinde ließ 1996 mit umgerechnet fünf Millionen Dollar Spenden eine neue vergoldete Janraisig-Statue errichten. Für den Dalai Lama, das eigentliche Oberhaupt des Klosters, wurde ein Thronsessel neu erbaut.